# Divisione Nazionale A 1939
La Divisione Nazionale A 1939 è stata la 23ª edizione della massima serie del campionato italiano maschile di pallanuoto.

## Calendario e risultati
Iniziò il 24 giugno 1939. Fu vinto dalla Rari Nantes Napoli, noto anche come "settebello".
Risultati
- 24 giugno:
  - Florentia-Napoli (rinviata)
  - Milano-Lazio 4-3
  - Cavagnaro-Imperia 1-1
- 25 giugno:
  - Florentia-Lazio (rinviata)
  - Milano-Napoli 2-2
  - Imperia-Camogli 3-0 (annullata)
- 29 giugno:
  - Napoli-Lazio 4-4
  - Florentia-Milano 3-0
  - Camogli-Cavagnaro 0-4 (annullata)
- 1º luglio:
  - GUF Imperia-Milano 5-0
  - Cavagnaro-Florentia 2-1
  - Napoli-Camogli 2-0 (rinuncia, annullata)
- 2 luglio: 
  - GUF Imperia-Florentia 2-2
  - Lazio-Camogli 2-0 (rinuncia, annullata)
  - Cavagnaro-Milano 2-1
- 8 luglio:
  - Lazio-GUF Imperia 7-1
  - Napoli-Cavagnaro 4-1
- 9 luglio:
  - Lazio-Cavagnaro 1-0
  - Napoli-GUF Imperia 3-2
- 9 settembre:
  - Florentia-Napoli 3-4
- 10 settembre:
  - Florentia-Lazio 7-5
- 17 settembre:
  - Lazio-Milano 7-0
  - Napoli-Milano 4-0
  - Florentia-GUF Imperia 7-0
- 24 settembre:
  - Milano-Imperia 1-0
- 29-30 settembre:
  - Cavagnaro-Napoli 0-3
  - GUF Imperia-Napoli 0-8
  - GUF Imperia-Lazio 1-2
  - Cavagnaro-Lazio 4-1
- 7 ottobre:
  - GUF Imperia-Cavagnaro 0-2
- 14 ottobre:
  - Cavagnaro-Florentia 8-2
  - Milano-Florentia 3-3
  - Milano-Cavagnaro 0-3

## Classifica
|  |    | Classifica finale 1939 | Pt | G  | V | N | P | GF | GS | QR    |
|  | -- | ---------------------- | -- | -- | - | - | - | -- | -- | ----- |
|  | 1. | Napoli                 | 17 | 10 | 7 | 3 | 0 | 40 | 17 | 2.353 |
|  | 2. | Cavagnaro              | 13 | 10 | 6 | 1 | 3 | 23 | 14 | 1.643 |
|  | 3. | Lazio                  | 12 | 10 | 5 | 2 | 3 | 38 | 28 | 1.357 |
|  | 4. | Florentia              | 8  | 10 | 3 | 2 | 5 | 34 | 34 | 1.000 |
|  | 5. | Milano                 | 6  | 10 | 2 | 2 | 6 | 11 | 32 | 0.344 |
|  | 6. | GUF Imperia            | 4  | 10 | 1 | 2 | 7 | 12 | 33 | 0.364 |
|  | -. | Camogli                | -  | -  | - | - | - | -  | -  | -     |

Verdetti
- Napoli Campione d'Italia 1939
- Camogli ritirato.